# Крыса на подносе
«Кры́са на подно́се» — советский короткометражный сатирический фильм, снятый режиссёром Андреем Тутышкиным в 1963 году по мотивам рассказов Аркадия Аверченко.

## Сюжет
1963 год. В газете «Правда» опубликован фельетон «Крыса на подносе», высмеивающий формализм и абстракционизм в искусстве. Выясняется, что это — перепечатка рассказа Аркадия Аверченко из журнала «Сатирикон» полувековой давности.
1913 год. Пришедший на выставку «нового искусства» посетитель, при виде экспонирующихся там вещей (примитивная мазня вместо картин, скульптуры из консервных банок и укреплённая на подносе дохлая крыса в качестве «гвоздя программы») решает проучить их создателей. Он знакомится с двумя художниками с этой выставки, покупает ряд их «произведений» и приглашает к себе домой, чтобы «почествовать». При этом он предупреждает, что кое-какие порядки в его доме могут показаться посетителям немного оригинальными; но те возражают, что принадлежат к провозвестникам нового искусства и необычными вещами их не удивишь.
За кадром остаётся то, что после выставки он позвонил к себе домой и попросил уже бывших там гостей приготовиться к встрече.
Дома выясняется, что «чествование» будет включать в себя вымазывание чествуемых в варенье и посыпание их конфетти, а также угощение салатом из обойных цветочков и рубленых зубных щёток, запиваемым свинцовой примочкой. Возражения художников, не готовых к подобному, парируются рассуждением «Всякий живёт как хочет: вы рисуете пятиногих синих свиней, а теперь моя очередь». Спасаются горе-художники тем, что, стоя на коленях, просят прощения и обещают впредь подобных «произведений» не создавать.

## В ролях
| Актёр                | Роль                                   |
| -------------------- | -------------------------------------- |
| Николай Гриценко     | хозяин                                 |
| Василий Нещипленко   | друг хозяина                           |
| Леонид Куравлёв      | художник-абстракционист                |
| Владимир Климентьев  | художник-абстракционист                |
| Герман Качин         | художник-абстракционист (нет в титрах) |
| Зоя Василькова       | посетительница выставки (нет в титрах) |
| Елизавета Никищихина | посетительница выставки (нет в титрах) |
| Фёдор Никитин        | отец (нет в титрах)                    |
| Андрей Тутышкин      | посетитель выставки в пенсне           |